# Carlo Picozza
Carlo Picozza (Priverno, 20 luglio 1948) è un giornalista italiano.

## Biografia
È nato a Priverno. Nel 1974, si è laureato, con 110 e lode, in Sociologia all'Università degli Studi di Trento. Vive a Roma e ha tre figli.
Ha collaborato con Il Messaggero, Affari & Finanza, riviste nautiche ed economiche.
Come indipendente, è stato capogruppo della maggioranza del Consiglio comunale di Ventotene dal 1988 al 1992.
Ha svolto attività di ricerca per il Cref, l'Ires, l'Università di Brema,  l'Unione europea, il Cnel.
È giornalista de la Repubblica, dove è stato nel Comitato di Redazione dal 1999 al 2005.
Si occupato di cronaca e ha firmato inchieste su affari, politica, legalità, sanità e sprechi amministrativi e politici.
Per le inchieste giornalistiche sulla sanità nazionale e del Lazio, nel 2007 è stato insignito, con Marino Bisso, del premio giornalistico “Cronista dell’anno".
Nel 2013, ha vinto il premio giornalistico Argil "per la cronaca".
È stato docente nel CentroLab, in varie università e per l'Ordine nazionale dei giornalisti.
È consigliere dell'Ordine dei giornalisti del Lazio, con delega alla formazione professionale dal 2013.
È tra i fondatori, con Marino Bisso, della 'Rete NoBavaglio - PRESSing  liberi di essere informati', rete di giornalisti, freelance, operatori dell’informazione, uffici stampa, video-foto reporter, blogger, attivisti per i diritti e battaglie civili per la libertà e il diritto dei cittadini di essere informati.
È autore di diversi saggi di economia, sociologia e varia umanità. Ha scritto: con Raimondo Ortu, L’innovazione dimezzata  (1988);  Le isole ponziane (1998); con Fausto Raso, Giornalismo errori e orrori (2002); con Giovanni Maria De Rossi, La patella e lo scoglio (2009); Gli esami finiscono, eccome (2015); con Maria Belli, Maladolescenza (2020).

## Inchieste
Tra le più note quelle su Lady Asl, lo scandalo nella sanità laziale, nel 2004, con oltre 100 arresti e più di 82 milioni di euro sottratti alla Servizio Sanitario Regionale, lo scandalo e le insidie delle gallerie ipogee del Policlinico Umberto I 
, quello degli Angelucci, re delle cliniche private accreditate,  "Concorsopoli" alla Sapienza, sulla morte di Stefano Cucchi. Da segnalare le inchieste sulla sanità d'eccellenza nel Lazio.

## Premi e riconoscimenti

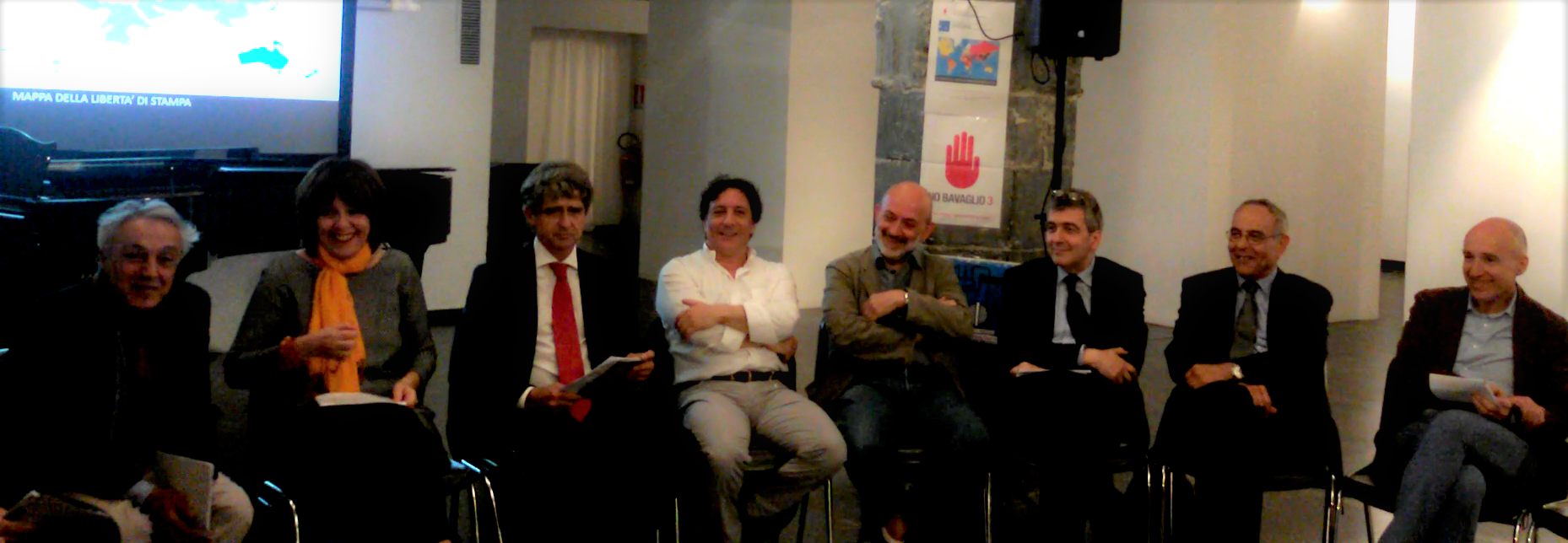
Carlo Picozza con altri giornalisti e giuristi al convegno #LIBERI DI ESSERE INFORMATI - Genova, 16 Giugno 2016

- Carlo Picozza con altri giornalisti e giuristi al convegno #LIBERI DI ESSERE INFORMATI - Genova, 16 Giugno 2016 Nel 2007, con Marino Bisso, è stato insignito del riconoscimento speciale del Presidente della Camera, del premio giornalistico di  “Cronista dell’anno"[1][2][3].
- Nel 2013, ha ricevuto il premio giornalistico Argil[4].

## Opere
- L'innovazione dimezzata, Franco Angeli, 1988. ISBN 8820424916
- Le isole ponziane, Vianello libri, 1988. ISBN 978-8872000434
- Giornalismo, errori e orrori, Mare nero e Gangemi editore, 2004. ISBN 8887495629
- La patella e lo scoglio, Gangemi, (con Giovanni Maria De Rossi) Gangemi editore 2009.  ISBN 978-8849217124
- Gli esami finiscono, eccome, I edizione, per l'Ordine dei giornalisti, 2015
- Maladolescenza, con Maria Belli, Media&Books, 2020. ISBN 978-8889991633
- Gli esami finiscono, eccome, II edizione, Media&Boooks, 2020. ISBN 978-8889991541
- S.O.S. scrittura. Primo soccorso linguistico, con Fausto Raso, Santo Strati (prefazione di Sergio Lepri), Media&Books, 2020. ISBN 978-8889991367

● 'La Resistenza dimenticata", con Gianni Rivolta (presentazione di Mauro Canali), Media&Books – 2022. ISBN 9788889991923Q